# Bell HSL
Bell HSL (Model 61) — американский противолодочный вертолёт. Разработан и производился фирмой Bell Helicopter company, выпущено 53 серийных вертолета. Первый полёт 3 марта 1953 года, ввод в эксплуатацию в 1957 году. Единственный вертолёт продольной схемы, выпущенный фирмой Bell Helicopter company.

## Разработка
Вертолет Bell Model 61 был разработан в рамках конкурса ВМФ США на создание противолодочного вертолёта. Первый полёт прототипа состоялся 3 марта 1953 года. Вертолёт был выполнен по продольной схеме. В качестве силовой установки был выбран поршневой звездообразный двигатель Pratt & Whitney R-2800, устанавливавшийся в хвостовой части фюзеляжа. Экипаж состоял из двух лётчиков и двух операторов гидроакустической станции.
Первоначально заказ ВМФ составил 160 вертолётов, из них 18 предназначалось для Великобритании. По ряду причин (включая отставание по графику выпуска), всего 50 вертолётов было произведено и поставлено заказчику. После эксплуатационных испытаний и приёмки некоторое их число использовалось в учебных и исследовательских работах по вертолётному тралению мин. Значительная часть сразу попала на базы хранения и впоследствии была списана.

## Эксплуатация
Вертолеты модели HSL не использовались в реальном развертывании на флоте. Порядка семи машин использовались в противоминном подразделении флота США (Панама-Сити, Флорида) для исследовательских задач; первая машина прибыла в сентябре 1956, последняя списана в начале 1960.

## Лётно-технические характеристики
- Экипаж: 4
- Длина: 11.96 м
- Диаметр несущих винтов: 15.70 м
- Высота: 4.42 м
- Максимальный взлетный вес: 9,072 кг
- Силовая установка: 1 × ПД Pratt & Whitney R-2800-50 Double Wasp, звездообразный, мощность 1,900 л.с.
- Максимальная скорость: 185 км/ч
- Дальность:563 км